# Jüdischer Friedhof Herdecke

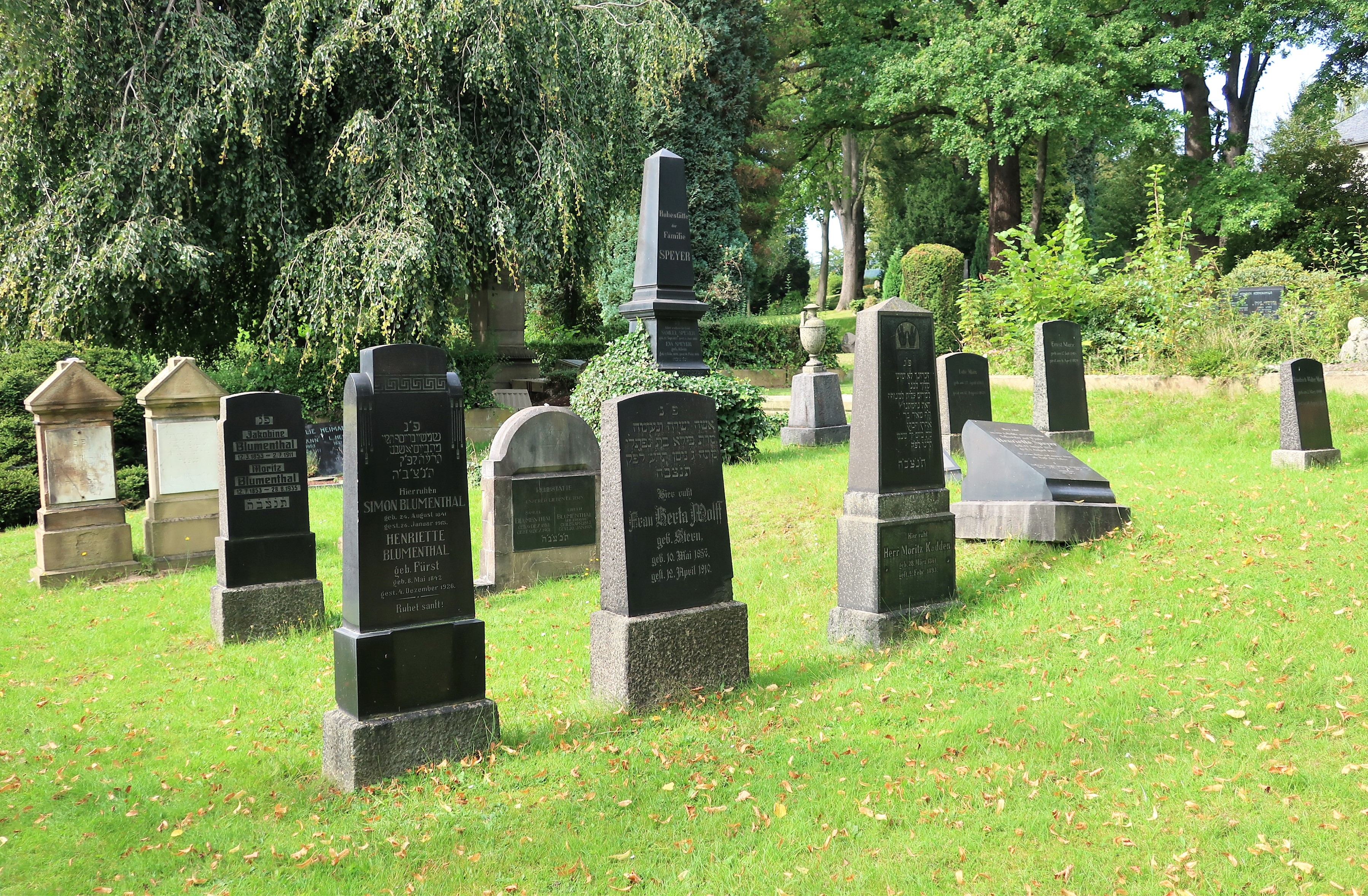
Neuer jüdischer Friedhof an der Zeppelinstraße

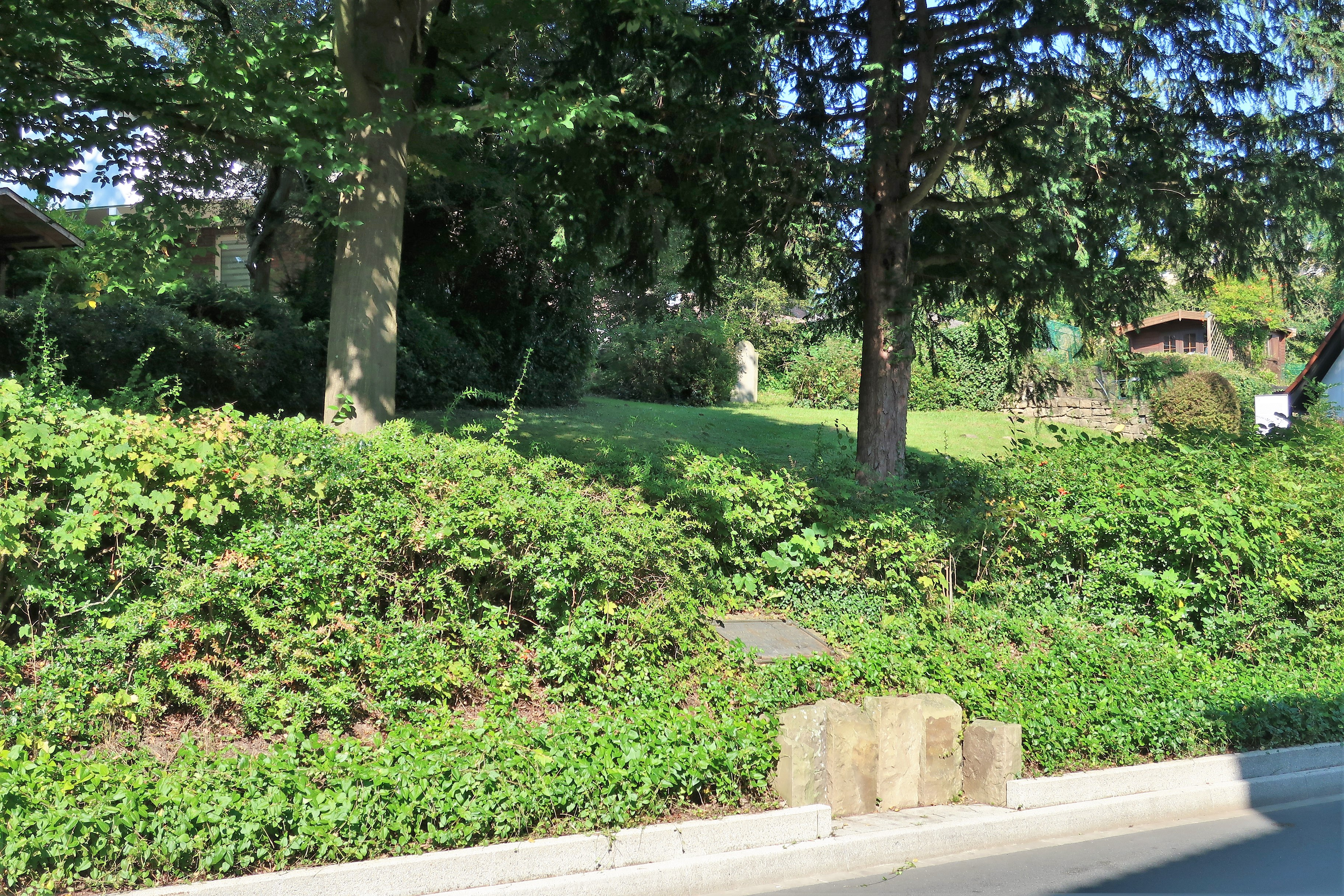
Alter jüdischer Friedhof an der Bahnhofstraße

Der Jüdische Friedhof Herdecke befindet sich in der Stadt Herdecke im Ennepe-Ruhr-Kreis in Nordrhein-Westfalen. 

## Geschichte
Nachweislich seit 1731/32 besaß die jüdische Gemeinde Herdecke einen eigenen Begräbnisplatz. 1875 wurde behauptet, schon der Große Kurfürst habe Mitte des 17. Jahrhunderts der Gemeinde das Grundstück überlassen. 1822 baten Joseph Marx, Wolf Mannes und Moses Heinemann, den Friedhof an der Bahnhofstraße vor weiteren Verschüttungen mit Abraum aus dem nahe gelegenen königlichen Steinbruch zu bewahren. 1835 wurde das Grundstück mit Hecke und Mauer eingefriedet. 1905 gab es Beschwerden wegen freilaufender Hühner. In der Pogromnacht 1938 wurde die eiserne Begrenzung eingerissen und der Begräbnisplatz verwüstet. 1939 musste die Synagogengemeinde Hagen das Areal an die Stadt Herdecke verkaufen, zu dieser Zeit befanden sich dort schon keine Grabsteine mehr. Zur Erinnerung an den Friedhof steht seit etwa 1970 ein Gedenkstein auf dem Gelände, 2014 wurde eine Gedenktafel angebracht.

Als der Platz an der Bahnhofstraße zu Beginn der 1890er Jahre belegt war, erwarb die jüdische Gemeinde eine 70 m² große Parzelle auf dem südöstlichen Teil des kommunalen Friedhofs an der Zeppelinstraße. Dort sind heute noch 16 Grabmale vorhanden, die ältesten von 1891 (Walter Marx und Josef Blumenthal), das jüngste von 1938 (Leopold Speyer). Auf dem Begräbnisplatz befinden sich auch 23 Gräber von russischen Zwangsarbeitern. Sowohl das Areal des alten Friedhofs an der Bahnhofstraße als auch das an der Zeppelinstraße werden von der Stadt Herdecke gepflegt.